# 아더왕의 검
《아더왕의 검》(The Sword in the Stone)은 월트 디즈니 피처 애니메이션이 제작한 1963년 미국 만화 영화이다.

## 줄거리
잉글랜드의 왕, 우서 펜드래건이 후계자 없이 죽자, 돌 위에 놓인 모루 안에 마법처럼 칼이 나타나며, 칼을 뽑는 자가 미래의 왕이 될 것이라는 문구가 새겨져 있다. 많은 사람이 칼을 뽑으려 시도했지만 실패했고, 칼은 잊혀지면서 잉글랜드는 중세 암흑시대에 접어든다.
몇 년 후, 아서라고 흔히 불리는 12세 고아 아더는 의붓형 케이가 사냥하던 사슴을 우연히 놀라게 하여 케이가 숲으로 화살을 쏘게 만든다. 화살을 찾던 중, 아더는 말하는 애완 올빼미 아르키메데스와 함께 사는 나이 든 마법사 멀린을 만난다. 멀린은 자신을 아더의 가정교사로 선언하고 아더의 의붓아버지인 엑터 경이 운영하는 성으로 그와 함께 돌아온다. 엑터의 친구인 펠리노어 경이 다가오는 새해 첫날 런던에서 열릴 토너먼트의 우승자가 왕위에 오를 것이라고 발표하러 온다. 엑터는 케이가 경쟁자가 될 것이라고 결정하고 아더를 케이의 시종으로 임명한다.
아더를 교육하기 위해 멀린은 둘 다 물고기로 변신시킨다. 그들은 성의 해자에서 수영하며 물리학에 대해 배우다가, 성난 창꼬치 한 쌍이 그들을 공격한다. 수업 후, 아더는 엑터와 케이에게 일어난 일을 이야기하려 한 벌로 부엌으로 보내진다. 멀린은 접시들을 스스로 씻게 마법을 걸고, 아더를 다시 데리고 나가 또 다른 수업을 한다.
다음 수업을 위해 멀린은 둘 다 다람쥐로 변신시켜 중력에 대해 배우게 한다. 아더는 늑대에게 잡아먹힐 뻔하지만, 그를 사랑하는 암컷 다람쥐에게 구출된다. 그들이 인간 형태로 돌아오자, 엑터는 멀린이 접시에 흑마법을 사용했다고 비난한다. 아더는 멀린을 변호하지만, 엑터는 아더에게 케이의 또 다른 시종인 홉스를 붙여 벌을 준다.
만회하기로 결심한 멀린은 아더를 전담 교육할 계획이지만, 멀린의 미래 역사에 대한 지식이 아더를 혼란스럽게 하여 멀린은 아르키메데스를 아더의 스승으로 임명한다. 멀린은 아더를 참새로 변신시키고 아르키메데스는 그에게 나는 법을 가르친다. 곧 아더는 멀린의 숙적인 괴팍하고 사악한 마녀 미미 부인을 만난다. 멀린은 미미가 아더를 파괴하기 전에 그를 구하러 오고, 미미는 멀린에게 마법사 결투를 신청한다. 미미의 속임수에도 불구하고, 멀린은 세균으로 변신하여 그녀를 감염시키는 방법으로 그녀를 능가하며, 힘보다 지식의 중요성을 보여준다.
크리스마스 이브에 케이는 기사 작위를 받는다. 홉스가 볼거리에 걸리자, 엑터는 아더를 케이의 시종으로 다시 임명하고, 아더는 기쁜 마음으로 선생님들에게 이 소식을 전한다. 아르키메데스는 그를 축하하지만, 멀린은 아더가 교육을 버리고 있다고 생각하며 케이의 지배 아래 머물고 있는 그를 질책한다. 아더가 자신이 운이 좋다고 반박하자, 멀린은 화가 나서 20세기 버뮤다로 순간이동한다.
토너먼트에서 아더는 케이의 칼을 여관에 두고 온 것을 깨닫는다. 토너먼트 때문에 문이 닫혔지만, 아르키메데스는 "돌에 박힌 검"을 발견하고, 아더는 거의 힘들이지 않고 칼을 뽑아 예언을 무의식중에 성취한다. 아더가 칼을 가지고 돌아오자, 엑터는 그것을 알아보고 토너먼트는 중단된다. 엑터는 칼을 다시 모루에 박고, 아더에게 자신이 칼을 뽑았다는 것을 증명하라고 요구한다. 그는 다시 칼을 뽑아 자신이 잉글랜드의 정당한 왕임을 밝히고, 엑터와 케이의 존경과 전자의 사과를 받는다.
나중에 새로 즉위한 아서왕은 아르키메데스와 함께 왕좌에 앉아 나라를 다스리는 책임감에 대한 준비가 안 되었다고 느낀다. 멀린은 버뮤다에서 돌아와 아더가 자신이 예견했던 위대한 왕이 되도록 돕고 그의 유산을 확실히 하기로 결심한다.

## 출연

### 주연
- 세바스찬 캐보트
- 릭키 소렌슨

### 조연
- 칼 스웬슨
- 주니어스 매슈스
- 지니 타일러
- 마사 웬트워스
- 노먼 알든
- 앨런 네이피어

## 기타
- 캐릭터디자인: 빌 피트
- 캐릭터디자인: 밀트 칼

## 음악
- "The Sword in the Stone"
- "Higitus Figitus"
- "That's What Makes the World Go 'Round"
- "A Most Befuddling Thing"
- "Blue Oak Tree"
- "Mad Madame Mim"